# 阿勒泰塔彎柏格多國家公園
48°33′N 88°37′E / 48.550°N 88.617°E

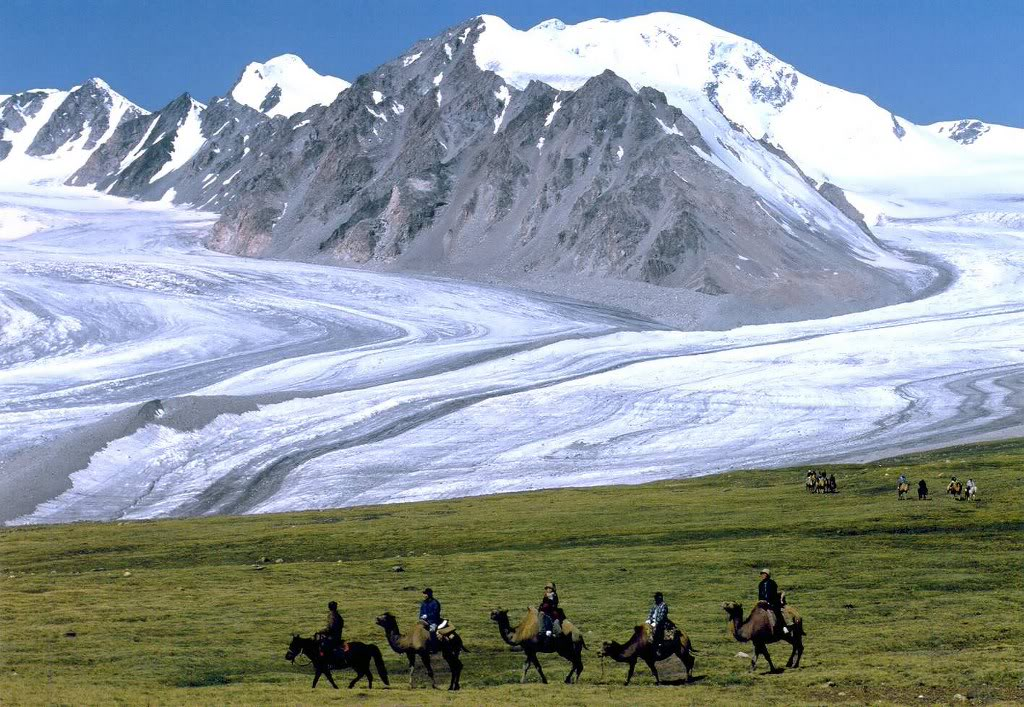

阿勒泰塔彎柏格多國家公園是蒙古國的國家公園，位於該國西部，處於巴彥烏列蓋省，成立於1996年，面積6,362平方公里，有盤羊、山羊、歐洲馬鹿、石貂、駝鹿、雪雞、金鵰等野生動物棲息。